# توماس إي. وودورد
توماس إي. وودورد (بالإنجليزية: Thomas E. Woodward)‏ هو عالم عقيدة أمريكي، ولد في 1950.